# Nguyen Ngoc Nhu Quynh

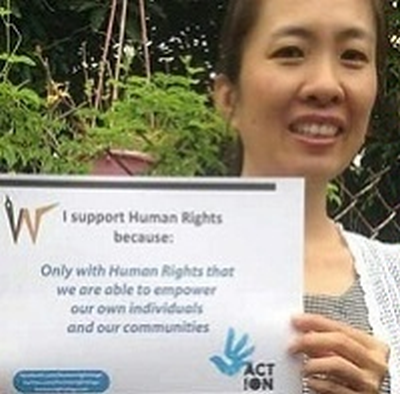
Nguyễn Ngọc Như Quỳnh

Nguyen Ngoc Nhu Quynh, auch bekannt als Mẹ Nấm, (deutsch Mutter Nấms; vietnamesisch Nguyễn Ngọc Như Quỳnh; * 1979, Nha Trang, Khánh Hòa, Vietnam) ist eine vietnamesische Bloggerin und Aktivistin. Für ihren Einsatz für Umweltschutz und Menschenrechte in ihrem Heimatland wurde sie unter anderem 2017 mit dem „International Women of Courage Award“ (IWOC) des Außenministeriums der Vereinigten Staaten ausgezeichnet.

## Engagement und Ehrungen
Nguyễn gehörte bis zu ihrer Ausbürgerung zu den bekanntesten unabhängigen Bloggerinnen Vietnams. Als Mutter einer kleinen Tochter, die den Spitznamen Nấm (deutsch Pilz) trug, begann sie 2006 als Mẹ Nấm (Mutter Pilz) zu bloggen, um sich mit anderen Müttern auszutauschen. In ihren Beiträgen wandte sie sich bald auch Themen wie sozialer Probleme, Missmanagement durch die Regierung und Umweltverschmutzung zu. Nguyễn wurde Mitbegründerin eines unabhängigen Netzwerks vietnamesischer Blogger, das Pressefreiheit fordert und seine Mitglieder dazu ermutigt, „die Rechte und Freiheiten der Menschen vor Einschränkungen und Zensur zu schützen“. Sie erhielt 2010 ein Hellman Hammett Award von Human Rights Watch (HRW).
Nguyễn schrieb in ihrem Blog, auf anderen Online-Nachrichtenplattformen und in Facebook. Sie berichtete über sensible Themen, die von den staatlich kontrollierten Medien zensiert wurden, darunter offizielle Landnahme, Umweltzerstörung und Polizeibrutalität. Zuletzt war sie stark im Kampf um die Verteidigung der Rechte von Fischern und Bauern in Zentralvietnam engagiert, die von einer durch Industrieabfälle verursachten Umweltkatastrophe betroffen waren. Nguyễn kritisierte unter anderem die Untätigkeit der Regierungsbehörden in Bezug auf die von großen Unternehmen verursachte Umweltverschmutzung. Sie setzte sich auch für inhaftierte politische Gefangene und ihre Familien ein.
Nguyễn wurde vor ihrer Festnahme häufig von vietnamesischen Behörden schikaniert. Die örtliche Polizei lud sie wiederholt zur Vernehmung vor und hielt sie im Zusammenhang mit ihren Online-Veröffentlichungen vorübergehend fest. Im Dezember 2013 wurde ihr von den Behörden verboten, ins Ausland zu reisen. Im folgenden Jahr äußerte sie Befürchtungen, dass sie verhaftet und inhaftiert werden könnte. Häufig ging sie verkleidet aus, um der behördlichen Überwachung zu entgehen.
Die schwedische Nichtregierungsorganisation Civil Rights Defenders (bis 2009 Schwedisches Helsinki-Komitee) ernannte Nguyễn zur „Bürgerrechtsverteidigerin des Jahres 2015“. Diese konnte jedoch nicht nach Schweden reisen, da sie keinen Reisepass erhielt. Sie wurde unter dem Vorwurf „Propaganda gegen den Staat zu betreiben“ am 10. Oktober 2016 verhaftet und befand sich für mehrere Monate ohne Kontakt zur Außenwelt. Bärbel Kofler, Menschenrechtsbeauftragte der Bundesregierung forderte am folgenden Tag ihre Freilassung.
Im März 2017 erhielt Nguyễn als zweite vietnamesische Frau den „International Women of Courage Award“. Unter den 13 Ausgezeichneten des Jahres waren auch Frauen aus Bangladesch, Syrien und Peru. Der Preis wurde ihnen am 29. März 2017 von Außenminister Thomas A. Shannon und Melania Trump verliehen. Zu Nguyễn bestand seit Oktober 2016 keine Verbindung mehr.
Nach einem eintägigen Gerichtsverfahren wurde Nguyễn im Juni 2017 wegen Verleumdung des Regimes und Propaganda gegen den Staat zu zehn Jahren Haft verurteilt. Die Anklage warf ihr 18 online veröffentlichte Artikel vor, in denen sie beispielsweise über eine industrielle Umweltverschmutzung berichtet hatte, die große Gebiete der Küste des Landes verwüstete. Nach Untersuchungen des Komitees zum Schutz von Journalisten (CPJ) erfolgen Verurteilungen nach Artikel 88 des vietnamesischen Strafgesetzbuchs häufig, um Dissidenten zum Schweigen zu bringen. Im Gefängnis verweigerten die Behörden Nguyễn medizinische Behandlungen. Sie wurde in eine Einrichtung weit entfernt von ihrer Heimatprovinz gebracht, was den Besuch für ihre Familie erschwerte. Nach Berichten ihrer Mutter, trat sie im Mai 2018 in einen einwöchigen Hungerstreik, um gegen schlechte Haftbedingungen zu protestieren.
Nguyễn wurde im Oktober 2018 in Freiheit gesetzt und durfte mit ihrer Familie in die Vereinigten Staaten ausreisen. Sie erhielt am 20. November 2018 den International Press Freedom Award des Komitees zum Schutz von Journalisten (CPJ)